# Эдлер-Мур, Вернер
Вернер Эдлер-Мур (нем. Werner Edler-Muhr; род. 4 февраля 1969, Грац) — австрийский легкоатлет, специалист по бегу на средние и длинные дистанции. Выступал за сборную Австрии по лёгкой атлетике в 1980-х и 1990-х годах, многократный победитель и призёр первенств национального значения, участник летних Олимпийских игр в Атланте.

## Биография
Вернер Эдлер-Мур родился 4 февраля 1969 года в Граце, федеральная земля Штирия. Занимался лёгкой атлетикой в Лайбнице, проходил подготовку в местном одноимённом клубе Union Leibnitz.
Впервые заявил о себе на международном уровне в сезоне 1986 года, когда вошёл в состав австрийской сборной и выступил на чемпионате мира по кроссу в Невшателе, где в забеге юниоров занял 146-е место.
В 1992 году на соревнованиях в Вене и Зальцбурге установил личные рекорды в беге на 800 метров в помещении и на открытом стадионе — 1:50.12 и 1:47.21 соответственно.
В 1993 году в дисциплине 1500 метров финишировал вторым на международных турнирах в Будапеште и Лозанне.
В 1994 году на турнире Bratislava Slovnaft установил личный рекорд в беге на 3000 метров — 8:03.64. В составе австрийской сборной стартовал на 1500-метровой дистанции на чемпионате Европы в Хельсинки, остановился на предварительном квалификационном этапе.
В 1995 году среди прочего бежал 1500 метров на чемпионате мира в Гётеборге.
В 1996 году на соревнованиях в немецком Нюрнберге установил личный рекорд в беге на 1500 метров — 3:36.55. Благодаря череде успешных выступлений удостоился права защищать честь страны на летних Олимпийских играх в Атланте — на предварительном квалификационном этапе 1500 метров показал время 3:45.02, чего оказалось недостаточно для выхода в полуфинальную стадию.
В 1997 году на международном турнире в немецком Леверкузене установил личный рекорд в беге на 5000 метров — 14:06.54.
В 1998 году в 1500-метровой дисциплине стартовал на чемпионате Европы в Будапеште.
Завершил спортивную карьеру по окончании сезона 1999 года.
В общей сложности Эдлер-Мур восемь раз становился чемпионом Австрии различных беговых дисциплинах: трижды в беге на 800 метров (1991, 1992, 1999), четырежды в беге на 1500 метров (1991, 1992, 1994, 1997) и один раз в беге на 5000 метров (1996).